# Gornji Koncovčak
Gornji Koncovčak is een plaats in de gemeente Sveti Martin na Muri in de Kroatische provincie Međimurje. De plaats telt 114 inwoners (2001).